# 程坚
程坚（1963年11月—），安徽休宁人，中国人民解放军中将。
'

## 生平
曾任总参谋部政治部理论研究室主任，总参谋部政治部宣传部部长，防化指挥工程学院政委，总参谋部政治部副主任。2015年，任总参谋部军训部政治委员。2016年1月，调任战略支援部队航天系统部政治工作部主任。2017年8月，升任火箭军政治工作部主任。2018年2月24日，当选为第十三届全国人大代表。2023年4月，改任火箭军副政委。2023年12月，调任海军副政委。
2011年12月，晋升少将军衔。2019年6月，晋升中将军衔。